# Konstantinos Mitroglou
Konstantinos "Kostas" Mitroglou (în greacă Κωνσταντίνος Μήτρογλου, n. 12 martie 1988) este un fotbalist grec retras din activitate, care a jucat pe post de atacant la echipe ca Olympiacos, M'gladbach și Atromitos. Pe plan internațional, are prezențe la națională pentru Grecia U19⁠(d) și Grecia U21⁠(d).

## Statistici carieră

### Club
La 28 septembrie 2017.
| Club          | Sezon         | Campionat        | Campionat | Campionat | Cupă    | Cupă   | Europa  | Europa | Altele  | Altele | Total   | Total  |
| Club          | Sezon         | Divizie          | Meciuri   | Goluri    | Meciuri | Goluri | Meciuri | Goluri | Meciuri | Goluri | Meciuri | Goluri |
| ------------- | ------------- | ---------------- | --------- | --------- | ------- | ------ | ------- | ------ | ------- | ------ | ------- | ------ |
| Olympiacos    | 2007–08       | Superliga Greacă | 11        | 4         | 4       | 2      | 2       | 0      | 1       | 1      | 18      | 7      |
| Olympiacos    | 2008–09       | Superliga Greacă | 7         | 2         | 3       | 0      | 5       | 1      | –       | –      | 15      | 3      |
| Olympiacos    | 2009–10       | Superliga Greacă | 32        | 9         | 1       | 1      | 12      | 4      | 0       | 0      | 45      | 14     |
| Olympiacos    | 2010–11       | Superliga Greacă | 5         | 1         | 1       | 0      | 4       | 0      | –       | –      | 10      | 1      |
| Olympiacos    | 2012–13       | Superliga Greacă | 25        | 11        | 9       | 5      | 8       | 4      | –       | –      | 42      | 20     |
| Olympiacos    | 2013–14       | Superliga Greacă | 12        | 14        | 2       | 0      | 5       | 3      | –       | –      | 19      | 17     |
| Olympiacos    | 2014–15       | Superliga Greacă | 24        | 16        | 1       | 0      | 8       | 3      | –       | –      | 33      | 19     |
| Olympiacos    | Total         | Total            | 116       | 57        | 21      | 8      | 44      | 15     | 1       | 1      | 182     | 81     |
| Panionios     | 2010–11       | Superliga Greacă | 11        | 8         | –       | –      | –       | –      | –       | –      | 11      | 8      |
| Atromitos     | 2011–12       | Superliga Greacă | 34        | 17        | 5       | 2      | –       | –      | –       | –      | 39      | 19     |
| Fulham        | 2013–14       | Premier League   | 3         | 0         | 0       | 0      | –       | –      | –       | –      | 3       | 0      |
| Benfica       | 2015–16       | Primeira Liga    | 32        | 20        | 5       | 3      | 7       | 2      | 1       | 0      | 45      | 25     |
| Benfica       | 2016–17       | Primeira Liga    | 28        | 16        | 6       | 10     | 6       | 1      | 1       | 0      | 41      | 27     |
| Benfica       | Total         | Total            | 60        | 36        | 11      | 13     | 13      | 3      | 2       | 0      | 86      | 52     |
| Marseille     | 2017–18       | Ligue 1          | 0         | 0         | 0       | 0      | 1       | 0      | 0       | 0      | 1       | 0      |
| Total carieră | Total carieră | Total carieră    | 224       | 118       | 36      | 23     | 58      | 18     | 3       | 1      | 322     | 160    |

### Goluri internaționale
La 19 noiembrie 2013.
| #  | Data               | Stadion                                   | Oponent       | Scor | Rezultat | Competiția                                                    |
| -- | ------------------ | ----------------------------------------- | ------------- | ---- | -------- | ------------------------------------------------------------- |
| 1. | 15 august 2012     | Stadionul Ullevaal, Oslo, Norvegia        | Norvegia      | 1–3  | 2–3      | Meci amical                                                   |
| 2. | 11 septembrie 2012 | Stadionul Karaiskakis , Pireu, Grecia     | Lituania      | 2–0  | 2–0      | Calificările pentru Campionatul Mondial de Fotbal 2014 (UEFA) |
| 3. | 14 august 2013     | Red Bull Arena, Salzburg, Austria         | Austria       | 0–1  | 0–2      | Meci amical                                                   |
| 4. | 14 august 2013     | Red Bull Arena, Salzburg, Austria         | Austria       | 0–2  | 0–2      | Meci amical                                                   |
| 5. | 6 septembrie 2013  | Stadionul Rheinpark, Vaduz, Liechtenstein | Liechtenstein | 0–1  | 0–1      | Calificările pentru Campionatul Mondial de Fotbal 2014 (UEFA) |
| 6. | 15 noiembrie 2013  | Stadionul Karaiskakis, Pireu, Grecia      | România       | 1–0  | 3–1      | Calificările pentru Campionatul Mondial de Fotbal 2014 (UEFA) |
| 7. | 15 noiembrie 2013  | Stadionul Karaiskakis, Pireu, Grecia      | România       | 3–1  | 3–1      | Calificările pentru Campionatul Mondial de Fotbal 2014 (UEFA) |
| 8. | 19 noiembrie 2013  | Arena Națională, București, România       | România       | 0–1  | 1–1      | Calificările pentru Campionatul Mondial de Fotbal 2014 (UEFA) |

## Palmares

### Olympiacos
- Superliga Greacă (5): 2007–08, 2008–09, 2010–11, 2012–13, 2013–14
- Cupa Greciei (3): 2007–08, 2008–09, 2012–13
- Supercupa Greciei (1): 2007

### Atromitos
- Cupa Greciei

Finalist (1): 2011–12

### Grecia U-19
- Campionatul European Under-19

Finalist (1): 2007

### Individual
- UEFA European Under-19 Championship Top Goalscorer (1): 2007 (shared with Änis Ben-Hatira)
- Superleague Greece Greek Footballer of the Year (1): 2011–12
- Cupa Greciei — golgheter (1): 2012–13 (shared with Stefanos Athanasiadis)

### Recorduri
- Primul fotbalist al lui Olympiacos care marchează două hat-trickuri în două meciuri consecutive din Superliga Greacă.
- Primul fotbalist grec care marchează un hat-trick în UEFA Champions League;

Al doilea fotbalist al lui Olympiacos, după Predrag Djordjevic.